# 麻醉品单一公约
《麻醉品单一公约》（英語：Single Convention on Narcotic Drugs）是反对违法麻醉药物制造和走私的国际条约，它形成全球药品控制制度的基础。以前的条约只控制鸦片、古柯和衍生物（如海洛因和可卡因）。1961年采用的这一单一公约拓宽了范围（比如加入了以前不包括在内的大麻，成为世界上第一个禁止大麻的国际条约）, 允许控制具有与条约中指定药品相似影响的任何药品。麻醉药品委员会和世界卫生组织得到授权，可以在四个控制物质日程中增加、删除和移动药品。国际麻醉药管制委员会（INCB）负责控制药品生产、贸易和分配。联合国药物管制与预防犯罪办事厅代表INCB进行日常工作，监督每个国家的状况，与国家当局协作，保证与该单一公约的一致性。这一条约已由《精神药物公约》（控制LSD、MDMA和其它改变思维的药物）和《联合国禁止非法贩运麻醉药品和精神药物公约》（加强打击洗钱和其它与药品有关的违法行为）做了补充。